# Діамантовий синій
Діамантовий синій (англ. Brilliant Blue FCF) — синій барвник, зареєстрований як харчовий додаток E133. Барвник надає характерного синього кольору зокрема лікеру Кюрасао.
В Україні барвник є в переліку дозволених харчових добавок. 